# 完全去勢
完全去勢（かんぜんきょせい、英語： total emasculation ）とは、両精巣いわゆる生殖腺のみを切除する狭義の去勢と異なり、本来、内外生殖器の全てを切除することである。通常は両精巣と両側一部の精索、陰茎、陰嚢等を含める男性の外陰器のみを完全に除去した場合となる。
歴史上、人間の男性に対して、さまざまな目的でしばしば行われた。

## 医学的に見た完全去勢
医学では、完全去勢のことを total emasculation と称する。日本語への翻訳としては全除精術、全去勢術、全陰部切断術などいろいろに訳される。
いずれにしても、陰茎全摘術・両側除睾術・外陰部に続く両側の精索・陰嚢全切断術、陰嚢内組織摘除術、陰茎皮膚切除術等を同時に行う大手術で、病変部（腫瘍）が陰嚢にまで達しているなど、かなり進行した陰茎癌や、男性器への外傷が相当激しい場合又は性別適合手術等で行われる。
手術後は、男性機能は紛れもなく全廃となり、立位の排尿等も不可能になる。尿道は陰茎の再建がなされる場合を除き、原則として会陰部、肛門の前方に移設、開口されることが多い。
トランスジェンダーの人々の中には、医学的な診断のもと、本人が望んだ場合、去勢手術を行うことがある。

## 史学・民俗学的に見た完全去勢
有名なのは中国などの去勢した官吏である宦官の事例である。宦官の去勢の方法は、国や地方によって各種の方法があったが、中国においてはほぼ例外なく「完全去勢」が行われた。
また、宗教的な理由で 自己去勢を行った事例も知られており、このうち、古代ギリシャ・ローマのキュベレ教徒や、18世紀ロシアのスコプツィ教徒は、儀式の中で「完全去勢」を施していた。
インドでは、現在もヒジュラーという宗教集団があって、その構成員は「完全去勢」をしていることで有名である。
その他、アフリカ東部の部族間の戦争習慣としての捕虜の「完全去勢」が、知られている。